# Anton Hirschmann
Anton „Toni“ Hirschmann (* 20. Februar 1953 in Leoben; † 14. März 2019 ebenda) war ein österreichischer Fußballspieler und -funktionär, sowie langjähriger Citymanager der Stadt Leoben und Tourismusmanager.

## Leben und Karriere

### Ausbildung und Berufslaufbahn
Anton Hirschmann wurde am 20. Februar 1953 als Sohn des Werksarbeiters Anton Hirschmann (* 4. Februar 1924 in Sankt Stefan im Rosental; † 25. Juni 2005 in Leoben) in Leoben-Donawitz geboren, wo er auch aufwuchs und seine Schulbildung erhielt. Nach dem Besuch der alten Volksschule Donawitz absolvierte er die Pestalozzi-Hauptschule in Donawitz und danach die Fachschule für Metallverarbeitung in Kapfenberg. Im Jahre 1971 erhielt er eine Anstellung im Stahlwerk Donawitz, damals noch ein Unternehmen der Oesterreichisch-Alpine Montangesellschaft, heute Teil der voestalpine, und absolvierte von 1974 bis 1977 die HTL für Berg- und Hüttentechnik in Leoben, die er mit der Matura abschloss. Nachdem er 19 Jahre lang in der Finanzwirtschaft des Stahlkonzerns tätig gewesen war, wechselte er im Jahre 1990 unter Bürgermeister Reinhold Benedek zur Stadt Leoben und übernahm dort mit 1. Jänner 1994 die Leitung von Congress und Altem Rathaus, eine Position, die er bis zu seiner Pensionierung innehatte. Nachdem er 2004 die Geschäftsführung des neu gegründeten Convention Bureau Leoben übernommen hatte, wurde er 2007 Geschäftsführer des Citymanagements der Stadt Leoben. Hierbei übernahm er die Agenden von Erhard Skupa, der dieses Amt von 2003 bis 2006 bekleidet hatte und danach Abteilungsleiter der Öffentlichkeitsarbeit an der Montanuniversität Leoben war. In seiner Funktion als Citymanager führte Hirsch etwa den Leoben-Gutschein ein, initiierte die Inszenierung Leobens als Adventstadt oder verhalf der Stadt durch Eigenveranstaltungen wie Kunsthandwerksmärkten, dem Braustadtfest, dem Schultütenfest, Leoben tanzt oder Harry stets witzig (mit Harry Prünster) zu einer touristisch und wirtschaftlich guten Entwicklung. In seine Amtszeit fiel unter anderem auch die Eröffnung des LCS (2007) und des Asia Spas (2008) mit der kompletten Umstrukturierung der Leobner Au.
Von April 2015 bis Mitte 2018 war er zudem Vorsitzender des Tourismusverbands Leoben, bei dem er davor bereits seit 2007 als Geschäftsführer tätig gewesen war und zu dessen Obmann er nach seiner Pensionierung 2018 gewählt wurde. Wenige Wochen später trat er aufgrund persönlicher Umstände wieder von diesem Amt zurück. Im November 2018 gab er zudem mit sofortiger Wirkung seinen Rücktritt als Obmann des Tourismusregionalverbandes Hochsteiermark bekannt; erst im Mai 2018 hat er dieses Amt angenommen. Davor war er bereits seit der Gründung des Tourismusregionalverbandes Hochsteiermark dessen 1. Obmann-Stellvertreter gewesen. Seine Tätigkeit als Citymanager beendete Hirschmann mit dem Pensionsantritt im Alter von 65 Jahren im Februar 2018 und übergab seine Agenden an Günter Leitner, den Geschäftsführer der Wirtschaftsinitiativen Leoben (WIL). In seinen 28 Jahren im Gemeindedienst arbeitete er unter drei verschiedenen Bürgermeistern: Reinhold Benedek (bis 1994), Matthias Konrad (1994 bis 2014) und Kurt Wallner (seit 2014). Bei der Bürgermeisterwahl 2020 wollte Hirschmann, der 2018 noch den Rücktritt von Kurt Wallner gefordert hatte, mit einer eigenen Liste, der AHA – Anton Hirschmann Aktivpartei, antreten.

### Karriere als Fußballspieler und -funktionär
Im Alter von zwölf Jahren begann Hirschmann im Jahre 1965 eine 20 Jahre andauernde Laufbahn als Fußballspieler, die ihn auf der Position des Torwarts über Vereine wie den FC Leoben, den FC Trofaiach, den SC Bruck/Mur und Anfang der 1970er Jahre auch zum DSV Alpine in die Nationalliga brachte. Im Jahre 1985 beendete er nach einer schweren Verletzung, ein komplizierter Schienbeinbruch, seine aktive Karriere als Fußballspieler, blieb dem Fußballsport jedoch in weiterer Folge als Funktionär erhalten. So war er unter anderem Obmann beim SC Leoben und beim DSV Leoben bzw. dessen Vorgänger, dem DSV Alpine. Mit ihm als Obmann gelang dem DSV Alpine in der Saison 1989/90 der Aufstieg in die 1. Division. Zwei Jahre später kam es während seiner Amtszeit zur Fusion des FC Leoben mit dem DSV Alpine zum nunmehrigen DSV Leoben, der es, ebenfalls in seiner Amtszeit, ins Finale des ÖFB-Cups 1994/95 schaffte und dort nur knapp mit 0:1 gegen den SK Rapid Wien unterlag. Weitere Meilensteine seiner Tätigkeit als Vereinsobmann war auch der Stadionneubau in den Jahren 1996 bis 1999. Von der Stadt Leoben wurde dem mit vielen Ehrenzeichen bedachten Hirschmann im Jahr 2005 in Anerkennung seiner sportlichen Leistungen das Sportehrenzeichen in Silber verliehen.
Darüber hinaus war Toni Hirschmann auch überregional auf Funktionärsebene im Fußballsport tätig. So war er etwa Vorstandsmitglied, Aufsichtsratsmitglied, Präsidiumsmitglied und später Vizepräsident der österreichischen Fußball-Bundesliga sowie Vorsitzender der zweithöchsten Spielklasse. Von 1994 bis 2009 war er in führenden Positionen Mitglied der österreichischen Bundesliga und hatte zudem weitere Funktionen beim ÖFB inne. 2009 legte er mit sofortiger Wirkung sämtliche Funktionen in der österreichischen Bundesliga zurück und begründete dies mit beruflichen Gründen sowie der angestrebten Aufstockung der zweithöchsten österreichischen Spielklasse auf 16 Klubs, die Hirschmann missfiel.

## Tod

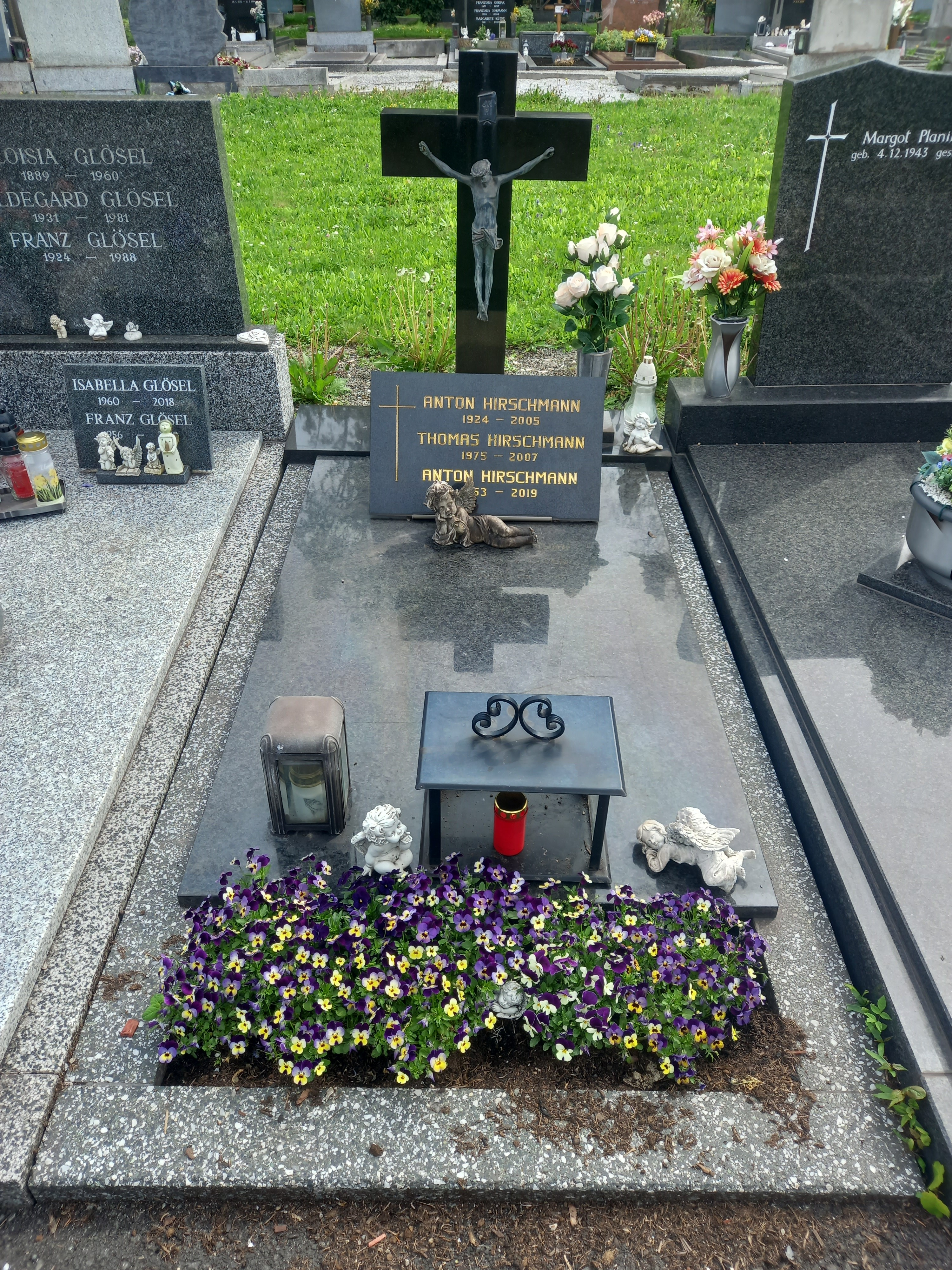
Grab am Friedhof Donawitz (2023)

Am 14. März 2019 starb Hirschmann im Alter von 66 Jahren an einer Krebserkrankung, von der er nur wenige Wochen nach seiner Pensionierung erfahren hatte. Am 22. März 2019 wurde er laut inkorrekten Medienberichten am Zentralfriedhof Leoben beerdigt. Er war verheiratet und hatte einen erwachsenen Sohn (* 1. Juli 1975), der am 12. Mai 2007 bei einem Verkehrsunfall tödlich verunglückt war. Das Grab – wie auch das seines Vaters Anton senior und seines Sohnes Thomas – befindet sich am Friedhof Donawitz.